# 浦薛鳳

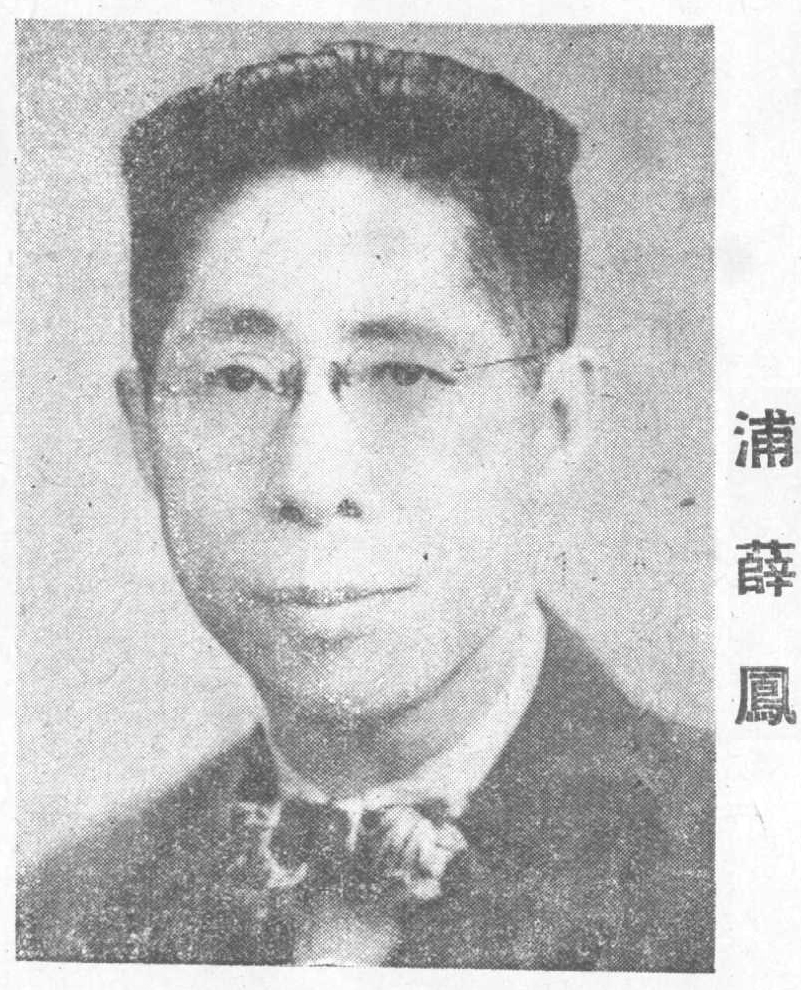
浦薛鳳

浦薛鳳（1900年2月5日—1997年1月7日），原名瑞堂，號逖生，江蘇常熟人，中華民國政治人物、學者。

## 經歷
1900年2月5日，生於江蘇。父親浦光薛十六歲便開館授徒，是當地有名的先生。浦薛鳳五歲發蒙，開始讀書練字。1911年，革命初發，常熟風聲鶴唳，曾到無錫盪口暫避，革命結束便轉入新式學堂上學。1914年夏，從塔前高小畢業，到南京投考北京清華學校獲備取，到京複試插入中等科二年級，和聞一多、羅隆基、吳澤霖、吳國楨等同班。1921年夏，赴美留学，和張祖蔭同读明尼苏达的翰墨林大学。1923年夏，畢業後隨陳華庚赴芝加哥，與羅隆基、何浩若、聞一多等人組織愛國學社。9月，入讀哈佛大學，通過吳文藻結識謝婉瑩等人。1925年冬，獲碩士學位，因為雙親年事已高所以放棄博士學位，於1926年夏繞道歐洲返國。
回國路上遇到數位清華同學，其中一位雲南籍學長華秀升正在物色一位社會科學的教授，於是應聘東陸大學。1927年4月底，接到南開大學何廉和燕京大學徐淑希來信邀請北上任教，後因雲南內戰無法北上，恰逢同鄉王受培，向浙江大學李振吾推薦前往杭州執教。1928年5月，收到老師余日宣的回信，邀請返回母校清華大學任教，後也在北京大學和北平大學兼課。1930年，受杭立武之邀組織中國政治學會。1933年夏，受清華資助前往德國柏林大學訪問研究，期間結識姚從吾，後又到巴黎和倫敦訪學。1937年，受邀參加廬山談話。七七事變後，隨清華向南遷徙。1939年3月，應張群邀請擔任国防最高委员会参事一职，由昆明飛抵重慶，兼任中央日报主笔和沙坪壩的國立中央大學教授。1944年8月，奉派出席敦巴顿橡树园会议，起草联合国宪章议条。1945年11月，調任善後救濟會總署副署長，跟隨政府遷往南京，因為署長更易便請辭，轉任中央大學教授。行政院改組後也沒有結束任何職位，在中央大學和政治大學做專任教授。
1948年，接到時任台灣省主席魏道明電，邀請擔任省政府秘書長。7月20日，抵達台北就職。1949年12月，國民政府遷台，浦薛鳳繼續擔任原職，先後與魏道明、陳誠、吳國楨、俞鴻鈞四位省主席共事，至1954年6月卸任，共計六年。。離職後在政大教書。1958年8月，因為梅貽琦就任教育部長的緣故，被任命為教育部政務次長。1960年，離開教育部後回到政大。
1962年，应美国学术教育基金会之邀请，赴美在漢諾甫學院、桥港大学講学。1997年1月7日，於洛杉磯去世。
與妻陆佩玉育有一女三男。